# I-16 (航空機)
I-16
滑走中のI-16B
(1936年撮影)
- 用途：戦闘機
- 設計者：ニコライ・ポリカールポフ
- 製造者：ポリカルポフ設計局
- 運用者

  -  ソ連赤色空軍
  -  スペイン
  -  スペイン
  -  中華民国
  -  フィンランド
- 初飛行：1933年12月30日(12月31日とする文献もある[1])
- 生産数：8,644機（9,450機とも）
- 生産開始：1933年11月
- 運用開始：1934年3月22日
- 退役：1950年代（スペイン）
- 運用状況：退役

I-16（露: Поликарпов И-16、イー・シィスナーッツァッチ、Polikarpov I-16）は、ソビエト連邦のポリカルポフ設計局が開発した単葉戦闘機。
戦間期から第二次世界大戦の初期にかけて赤色空軍の主力戦闘機を務めた、世界最初の実用的な引込式主脚を備えた戦闘機である。

## 概要
木製の太く短い胴体を持つ本機の外観は、アメリカ合衆国製の高速レース機であるジービー・レーサーに類似して、極度に寸詰まりな形態となっている。これほど寸詰まりな形態になったのは、設計者であるニコライ・ポリカールポフの「高速性能を追求するのならば、機体は短い方が有利である」との持論からと言われている。1933年に試作機のTsKB-12が完成、12月に初飛行した。
時代に先駆けた機構的な特徴は、パイロットの人力によってワイヤ駆動で作動する引き込み脚で、速度は配備当時世界最速であり、実戦でも九五式戦闘機やHe 51など複葉戦闘機を性能的に圧倒した。なお、ノモンハン事件関連で九七式戦闘機に対しても優速であったとする記述がまま見受けられるが、最高速は九七式戦闘機が475km/h（高度3000m時）と同等もしくはやや上回り、I-16が優速であったのは急降下速度である。
スペイン内戦、ノモンハン事件、日中戦争、冬戦争、独ソ戦に使用されたが、この時期の航空機の進歩は目覚しく、いずれの戦闘でも敵方により新しい高性能の戦闘機が現れたことで、不運にもある意味で「やられ役」を演じることとなってしまった。それでも、ソ連ではI-16を操縦する撃墜王が幾人も誕生した。だが、ドイツ国防軍がソ連に侵攻した1941年時点ですでにI-16は相対的に旧式化しきってしまっており、その後も戦闘機や戦闘爆撃機として運用が続けられたものの、より高性能なYak-1やLaGG-3、MiG-3が登場すると、徐々にそれらに取って代わられていった。
1932年の設計着手時には、複葉機全盛の中で、純片持式低翼単葉、純モノコック構造の胴体、引込脚、スライド式の風防、推力式単排気管など、新機軸を盛り込んだ意欲的な設計であった。機首のエンジンカウリング前面にシャッターを設け、厳寒時にエンジンがオーバークールとなることを防止している。各種の派生型を合わせ、1941年までに8,644機（9,450機とも）が作られた。第二次世界大戦勃発時には旧式化していたが、新たなタイプが再生産され、1943年頃まで対地攻撃任務などに運用された。
そのずんぐりした機体からソ連兵からはイシャク（Ishak、ロバ）スペイン内戦の兵士からはモスカ（Mosca、ハエ）、ラタ（Rata、ハツカネズミ）などの愛称で呼ばれた。
ノモンハン事件で日本軍が鹵獲し、その後鹵獲機展示会などで飛行させた。

## 派生型
一部の型に関する説明には文献によって相当な差異が見られる。このリストは次の文献を基にしている。
TsKB-12
最初の試作機。336 kW (450 hp) M-22 エンジン 、翼内に非同調式のShKAS機関銃2丁と弾薬900発を搭載していた。
TsKB-12bis
2番目の試作機。533 kW (715 hp) Wright SGR-1820-F-3 サイクロン エンジンを搭載していた。
TsKB-12P (I-16P)
翼内にShVAK機関砲 2丁と弾薬150発を搭載した試作機。
TsKB-18
M-22エンジンと装甲コックピットを備えた地上攻撃機。ShKAS またはPV-1機関銃4丁と100 kg (220 lb)の爆弾を搭載した。さらに2機のI-16 Type 5には6丁のShKAS機関銃が搭載され、そのうち4丁は地上掃射のために20°下に向けることができた。
TsKB-29 (SPB)
空圧式の降着装置とフラップ、ライトサイクロンエンジン、ShKAS機関銃二丁を搭載しており、ズヴェノー・プロジェクトにて高速急降下爆撃機として使用された。
I-16 Type 1
量産試作型。358 kW (480 hp)M-22エンジンを搭載していた。
I-16 Type 4
最初の量産型。M-22エンジンを搭載していた。
I-16 Type 5
Type 4に流線形でテーパーのかかったエンジンカウルと522 kW (700 hp) シュベツォフ M-25エンジンを搭載した型。2機の試作機がM-62エンジンを搭載して試験された。量産された。
I-16 Type 6
545 kW (730 hp) シュベツォフ M-25Bエンジンを搭載した。重量は1383 kgまで減少した。
I-16 Type 10
4丁のShKAS機関銃（同調式のものを胴体に2丁搭載し、翼内にあと2丁搭載した）と560 kW (750 hp)M-25Bエンジンを搭載し、スライド式キャノピーに代わって風防を設置、冬季には引き込み式スキーを装着可能とした型。イスパノスイザ製の機体はライトサイクロンR-1820-F-54エンジンを搭載していた。
I-16 Type 12
主翼にShKAS機関銃2丁搭載のType 5に、2門のShVAK機関砲を追加した型。少数がスペイン内戦に投入されたが、機関砲搭載による機動性の低下が大きく自衛することもままならないとして、対地攻撃用として使われた。
I-16 Type 16
Type 10に同調式ShVAK 12.7mm試作型を搭載した型。1939年に16211-16213のシリアルナンバーの3機のみ製作された。工場での試験を通過し空軍での試験のために輸送された。
I-16 Type 17
機首にShKAS機関銃2丁搭載のType 10の主翼に、2門のShVAK機関砲を搭載、尾輪をゴム製タイヤに変更、560 kW (750 hp)M-25Vエンジンを搭載した型。数機に地上掃射のための12.7 mm (0.5 in) UB機関銃が搭載された。
I-16 Type 18
Type 10に620 kW (830 hp) シュベツォフ M-62エンジンと二速スーパーチャージャー、可変ピッチプロペラを搭載した型。 翼下に2つの100 l (26 US gal)増槽を搭載できた。
I-16 Type 19
翼内に搭載した機銃を、ShKASからより発射速度の高いSN（サヴィン–ノロフ）に換装した以外はType 10と同じ型。プロペラ同調機銃は交換されていない。1939年に19211-19213のシリアルナンバーで、SN機関銃が実用化されなかったこともあり3機の製造に終わった。最初は新型機銃の試験に使用され、その後空軍にI-16SNとして送られた。冬戦争において活動が見られた。
I-16 Type 20
この名称は最初に1939年2月に第21工場で製造された、プロペラ同調式のSN機関銃を装備した4機の試作機に与えられた。このタイプは1939年8月に却下され、その後この名称は落下式増槽を装備できる最初の型（増槽以外はtype 10と同じ）に再度使用された。この93 l (25 US gal)増槽はPSB-21と名付けられた。80機が空軍に引き渡された。加えて、1940年1月以降に製造されたすべてのI-16はこれらの増槽を搭載することができた。これらの増槽は日本の九七式戦闘機が使用したものを基にしていた。
I-16 Type 21 and Type 22
これらの型は4丁のプロペラ同調機銃を搭載するように計画された。Type 21はShKASのみを搭載する計画で、一方type 22はShKASとSN機関銃を混載する計画だった。これらのタイプはどちらも机上のみの存在で、使用されることはなかった。
I-16 Type 23
Type 10にRS-82ロケット弾を追加した型。1939年5月から35機が製造された。それ以上の生産は1939年8月に中止された。
I-16 Type 24
4丁のShKAS、左右のエルロンを同時に下げる方式を廃しフラップを設置、尾輪を追加、2枚目のドアをコックピット右側に設置、670 kW (900 hp) シュベツォフ M-63エンジンを搭載した型。
I-16 Type 27
Type 17にM-62エンジンを搭載した型。
I-16 Type 28
Type 24に2丁のShKASと2門のShVAKを搭載した型。
I-16 Type 29
機首に2丁の同調式ShKAS、胴体下部に1丁のUBSを搭載した型。翼内には機銃を搭載せず、地上攻撃用の装備のために取っておかれた。ロケット弾架を両方の翼に3つずつ搭載した。さらに1941年からは外部増槽用のハードポイントが多目的なものに変更され、新型落下式増槽PLBG-100またはFAB-100爆弾を搭載できるようになった。1941年夏に撮影された戦時中の写真から2つの搭載例が確認できる。1つは6発のRS-82ロケット弾と2発のFAB-100爆弾、もう一つの例は4発のRS-132ロケット弾。
I-16 Type 30
1941-42年に再び量産された型。M-63エンジンを搭載していた
I-16TK
Type 10に高高度での性能を高めるためターボチャージャーを搭載した型。8,600 m (28,200 ft)で494 km/h (307 mph)に達したが、量産はされなかった。
UTI-1
Type 1の複座練習機型。
UTI-2
UTI-1の改良型。固定脚を装備していた。
UTI-4 (I-16UTI) または I-16 Type 15
Type 5の複座練習機型。ほとんどが固定脚を装備した状態で製造された。この型はかなりの数が製造されており、おおよそ3,400機が製造された。

## 諸元 (Type 24)

I-16　三面図

出典: King of fighters－Nikolay Polikarpov and his aircraft design Volume 2: The monoplane era
諸元
- 乗員: 1名
- 定員: 1名
- 全長: 6.13 m
- 全高: 3.25 m
- 翼幅: 9 m
- 翼面積: 14.5 m2[12]
- 空虚重量: 1,382.5 kg
- 運用時重量: 1,882 kg
- 動力: シュベツォフ M-63スーパーチャージャー付き空冷星形エンジン 、 （1,100 hp）   × 1

性能
- 最大速度: 462 km/h (高度4,700 m)
- 航続距離: 440 km
- 実用上昇限度: 9,700 m
- 上昇率: 高度5000mまで5.2分
- 離陸滑走距離: 260 m
- 着陸滑走距離: 300 m
- 翼面荷重: 129 kg/m2

武装
- 前方固定式 7.62 mm ShKAS機関銃 4丁（カウリング上部、翼内）

## 現存する機体
| 型名         | 番号    | 機体写真 | 所在地                          | 所有者                                                                | 公開状況 | 状態     | 備考 |
| ------------ | ------- | -------- | ------------------------------- | --------------------------------------------------------------------- | -------- | -------- | ---- |
| I-16 Type 24 | 2421014 |          | アメリカ ワシントン州           | フライング・ヘリテージ・コレクション                                  | 公開     | 静態展示 |      |
| I-16 Type 24 | 2421028 |          | アメリカ ヴァージニア州         | 軍事航空博物館                                                        | 公開     | 飛行可能 |      |
| I-16 Type 24 | 2421039 |          | スペイン マドリード             | オルレアン・インファンテ財団                                          | 公開     | 飛行可能 |      |
| I-16 Type 24 | 2421234 |          | ロシア                          | (所在:ジュコーフスキー空港)                                           | 公開     | 飛行可能 |      |
| I-16 Type 24 | 2421319 |          | ドイツ                          | フルークヴェアーク・マンハイム財団                                    | 非公開   | 飛行可能 |      |
| I-16 Type 24 | 2421395 |          | ロシア サンクトペテルブルク     | 中央海軍博物館                                                        | 公開     | 静態展示 |      |
| I-16 Type 24 | 2421645 |          | アメリカ フロリダ州             | ファンタジー・オブ・フライト                                          | 公開     | 修復中   |      |
| レプリカ     |         |          | ロシア モスクワ市               | 大祖国戦争中央博物館                                                  | 公開     | 静態展示 |      |
| I-16         |         |          | ロシア ニージニー＝ノヴゴロド州 | V・P・チュカーラフ記念博物館                                          | 公開     | 静態展示 |      |
| I-16         |         |          | ロシア スヴェルドロフスク州     | UMMC軍事・自動車工学博物館群 (ヴェルフニャヤ・ピシュマUMMC軍事博物館) | 公開     | 静態展示 |      |
| I-16UTI-4    | UT-1    |          | フィンランド ウーシマー県       | フィンランド航空博物館                                                | 公開     | 静態展示 |      |
| レプリカ     |         |          | ロシア モスクワ州               | 空軍中央博物館                                                        | 公開     | 静態展示 |      |
| レプリカ     |         |          | ロシア モスクワ州               | 空軍中央博物館                                                        | 公開     | 静態展示 |      |
| レプリカ     |         |          | ウクライナ オデッサ州           | オデッサ攻防戦博物館 (Museum of Heroic Defense of Odessa)             | 公開     | 静態展示 |      |
| レプリカ     |         |          | スペイン マドリード             | 航空宇宙工学・航空博物館                                              | 公開     | 静態展示 |      |
| レプリカ     |         |          | 中国 北京市                     | 中国空軍航空博物館                                                    | 公開     | 静態展示 |      |

1993年から、ニュージーランドのパイロットであり事業家のティム・ウォリス氏の所有するアルパイン・ファイター・コレクションが、ロシアで発見された6機のI-16と3機のI-153をノヴォシビルスクのソヴィエト航空宇宙研究所(Soviet Aeronautical Research Institute、Sibnia)によって飛行可能な状態にレストアすることを計画した。レストアされた最初の機体 (I-16 9) の初飛行は1995年に行われた。レストアされた機体は鉄道でヴラディヴァストークに輸送され、そこから香港経由でニュージーランドまで船で輸送された。この計画は3機目のI-153がニュージーランドに到着した1999年に完了した。さらに7機目のI-16が後にアメリカ人収集家のジェリー・イェイゲン氏(Jerry Yagen)のためにレストアされた。